# Michelle Kwan
Michelle Wingshan Kwan (Torrance, 7 juli 1980) is een Amerikaans kunstschaatsster. Ze is meer dan een decennium actief geweest en eindigde meermaals op de eerste plaats. Bekend om haar expressie, haar artistiek talent en haar muzikaliteit wordt ze wereldwijd beschouwd als een van de beste kunstschaatssters ooit, hoewel ze nooit olympisch kampioen is geworden. Ze werd geboren in een Chinees-Amerikaans gezin met wortels in de Chinese stadsprefectuur Zhongshan, provincie Guangdong.
Kwan heeft heel wat records op haar naam staan. Kwan is negenvoudig Amerikaans kampioene, waarvan acht op een rij, en ze behaalde veertien jaar na elkaar een medaille. Dit heeft niemand in de Verenigde Staten ooit eerder bereikt. Ook heeft ze op de nationale kampioenschappen het record van aantal perfecte scores op haar naam staan.
In 1994 werd ze wereldkampioene bij de junioren. Kwan werd ook vijfvoudig wereldkampioene. Op haar debuut in 1995 na (vierde plaats), belandde ze telkens op het podium van het WK (1996-2004). In 2005 werd ze vierde. Ze weet dit aan het nieuwe jurysysteem.
Kwan behaalde ook twee olympische medailles: zilver in 1998 en brons in 2002. Voor de Olympische Winterspelen 2006 in Turijn trok ze zich op het laatste moment terug. Ze werd vervangen door Emily Hughes. In 1994 werd ze tweede op het Amerikaans kampioenschap. Normaal volstond dat om naar de Olympische Spelen te mogen, maar ze moest haar plaats afstaan aan de nationale kampioene van 1993.
Ook had Kwan in 2005 een rol in de film Ice Princess.

## Belangrijke resultaten
| Kampioenschap           | 91/92 | 92/93 | 93/94   | 94/95  | 95/96 | 96/97  | 97/98  | 98/99  | 99/00  | 00/01  | 01/02  | 02/03 | 03/04 | 04/05 | 05/06  |
| ----------------------- | ----- | ----- | ------- | ------ | ----- | ------ | ------ | ------ | ------ | ------ | ------ | ----- | ----- | ----- | ------ |
| Olympische Spelen       |       |       | reserve |        |       |        | Zilver |        |        |        | Brons  |       |       |       | t.z.t. |
| Wereldkampioenschap     |       |       | 8e      | 4e     | Goud  | Zilver | Goud   | Zilver | Goud   | Goud   | Zilver | Goud  | Brons | 4e    |        |
| Grand Prix-finale       |       |       |         |        | Goud  | Zilver |        |        | Zilver | Zilver | Zilver |       |       |       |        |
| Nationaal kampioenschap |       | 6e    | Zilver  | Zilver | Goud  | Zilver | Goud   | Goud   | Goud   | Goud   | Goud   | Goud  | Goud  | Goud  |        |
| WK junioren             |       |       | Goud    |        |       |        |        |        |        |        |        |       |       |       |        |
| NK junioren             | 9e    |       |         |        |       |        |        |        |        |        |        |       |       |       |        |

- International Standard Name Identifier: 0000 0000 3498 0992
- Library of Congress Control Number: n96105245
- National Archives and Records Administration: 10575841
- Réseau des bibliothèques de Suisse occidentale: 02-A010217815
- SNAC: w6xf73z4
- Virtual International Authority File: 14043065
- WorldCat: E39PBJxcXtFw6PQGfJHPVMyjmd